# Yoldia cooperii
Yoldia cooperii  – gatunek małża należącego do podgromady pierwoskrzelnych.
Muszla wielkości około 7 – 8 cm. Kształtu owalnego, wydłużonego, jeden koniec muszli zaokrąglony, drugi ostro zakończony. Kolor periostrakum muszli zielony, z widocznymi koncentrycznymi liniami.
Bytują w umiarkowanie płytkich do umiarkowanie głębokich wodach zagrzebane w mule. Są rozdzielnopłciowe, bez zaznaczonych różnic płciowych w budowie muszli. Odżywiają się planktonem oraz detrytusem.
Występuje w Ameryce Północnej na terenie USA na wybrzeżu Pacyfiku od Kalifornii do Meksyku.